# Josef Egger (Politiker, 1959)
Josef Egger (* 23. März 1959 in Taxenbach) ist ein österreichischer Politiker (bis März 2022 NEOS). Von Juni 2018 bis Juni 2023 war er Abgeordneter zum Salzburger Landtag, wo er bis zu seinem Parteiaustritt im März 2022 als Klubobmann fungierte.

## Leben

### Ausbildung und Beruf
Josef Egger besuchte nach der Volks- und Hauptschule in Taxenbach 1973/74 den Polytechnischen Lehrgang in Lend. Anschließend absolvierte er eine Lehre zum Maschinenschlosser bei der Salzburger Aluminium AG.
Nach dem Präsenzdienst 1978/79 schulte er auf Tätigkeiten im Baugewerbe um. Von 1983 bis 1991 war er Abteilungsleiter eines mittelständischen Baustoff-Produktionsbetriebes in Maishofen. Seit 1991 ist er selbständiger Unternehmer im Bauhilfs- und Baunebengewerbe in Zell am See.
2010 begann er ein berufsbegleitendes Master-Studium mit Schwerpunkt Betriebswirtschaft und internationale Unternehmensführung an der Österreichische Managerakademie in Wien, das er 2013 als Master of Business Administration (MBA) abschloss. 2014 begann er außerdem ein berufsbegleitendes Master-Studium im Bereich Organisation und Management.

### Politik
In Zell am See war er von 2014 bis 2016 Stadtrat und ist parteifreies Mitglied der Gemeindevertretung in der Fraktion der ÖVP.
Bei der Landtagswahl in Salzburg 2018 kandidierte er für NEOS – Das Neue Österreich und Liberales Forum hinter Sepp Schellhorn und Andrea Klambauer auf Platz drei der Landesliste. Am 13. Juni 2018 wurde er in der konstituierenden Landtagssitzung der 16. Gesetzgebungsperiode als Abgeordneter zum Salzburger Landtag angelobt, wo er als Klubobmann fungierte. Im Oktober 2020 wurde er Mitglied des Landesteams von NEOS Salzburg.
Im März 2022 trat er aus der Partei aus und blieb als wilder Abgeordneter im Landtag. Als parteifreier Mandatar schloss er sich dem ÖVP-Klub an. Nach der Landtagswahl 2023 schied er im Juni 2023 aus dem Landtag aus.